# Лалинац (Ниш)
Лалинац је насеље у насељено место у градској општини Палилула на подручју града Ниша у Нишавском округу. Смештено је на алувијалној тераси Јужне Мораве и Нишаве, на око 10 км западно од центра Ниша. Према попису из 2022. било је 1574 становника (према попису из 1991. било је 1842 становника).

## Историја
Лалинац је старо, још у средњем веку формирано село, али га турски пописи из 1444. до 1446. и 1498. године помињу само као мезгру, тј. као место опустелог села које се „сеје извана“. Седам деценија касније (1564) Лалинац је обновљен и засељен с преко 30 домова. Није, међутим, познато где је било сеоско насеље, јер се помињу два насељска положаја: један (данашњи и вероватно млађи) на десној обали Јужне Мораве и други (вероватно старији) на левој обали Јужне Мораве у потесу данашњег засеока Лалинске Појате
Ослобођење од Турака затекло је Лалинац као спахилук Ахмет-бега и Хаџи Алијаге у данашњем алувијалном простору Јужне Мораве и Нишаве с 67 кућа и 560 становника. Положај у плодној равници и у релативној близини Ниша подстицао је његов пољопривредни и то ратарски и повртарски развој. Крајем 19. века (1895) село је имало 108 домаћинстава и 811 становника, а године 1930. у њему су живела 184 домаћинства 1277 становника.
Најновији развојни период после 1944. године подстакао је још више његову ратарско-повртарску специјализацију. У овом периоду су се, међутим, појавиле и тенденције лаганог исељавања (првенствено у Ниш), а затим оријентација на мешовиту привреду с појачаном дневном миграцијом. Истовремено, Лалинац је постао привлачан за придошлице из удаљенијих и сиромашнијих села, тако да његов укупан број домаћинстава и становника расте, нарочито број домаћинстава.
Године 1971. у Лалинцу је живело 176 пољопривредних, 184 мешовита и 57 непољопривредних домаћинстава.

## Саобраћај
До Лалинца се може доћи приградском линијом 26 ПАС Ниш - Насеље 9. Мај - Лалинац.

## Демографија
У насељу Лалинац живи 1467 пунолетна становника, а просечна старост становништва износи 43,0 година (41,6 код мушкараца и 44,4 код жена). У насељу има 531 домаћинство, а просечан број чланова по домаћинству је 2,96.
Ово насеље је углавном насељено Србима (према попису из 2002. године), а у последња три пописа, примећен је пад у броју становника.
|  |

| Демографија | Демографија | Демографија |
| Година      | Становника  | Становника  |
| ----------- | ----------- | ----------- |
| 1948.       | 1.722       |             |
| 1953.       | 1.792       |             |
| 1961.       | 1.883       |             |
| 1971.       | 1.851       |             |
| 1981.       | 1.945       |             |
| 1991.       | 1.842       | 1.831       |
| 2002.       | 1.828       | 1.847       |
| 2011.       | 1.806       |             |
| 2022.       | 1.574       |             |

| Етнички састав према попису из 2002.‍ | Етнички састав према попису из 2002.‍ | Етнички састав према попису из 2002.‍ | Етнички састав према попису из 2002.‍ | Етнички састав према попису из 2002.‍ |
| ------------------------------------ | ------------------------------------ | ------------------------------------ | ------------------------------------ | ------------------------------------ |
|                                      |                                      |                                      |                                      |                                      |
| Срби                                 | Срби                                 |                                      | 1.325                                | 72,48%                               |
| Роми                                 | Роми                                 |                                      | 32                                   | 1,75%                                |
| Хрвати                               | Хрвати                               |                                      | 1                                    | 0,05%                                |
| Македонци                            | Македонци                            |                                      | 1                                    | 0,05%                                |
| непознато                            | непознато                            |                                      | 469                                  | 25,65%                               |

| Година пописа     | 1948. | 1953. | 1961. | 1971. | 1981. | 1991. | 2002. |
| ----------------- | ----- | ----- | ----- | ----- | ----- | ----- | ----- |
| Број домаћинстава | 287   | 311   | 370   | 417   | 457   | 468   | 575   |

| Број чланова      | 1  | 2   | 3   | 4   | 5  | 6  | 7  | 8 | 9 | 10 и више | Просек |
| ----------------- | -- | --- | --- | --- | -- | -- | -- | - | - | --------- | ------ |
| Број домаћинстава | 75 | 153 | 114 | 132 | 53 | 32 | 10 | 4 | 2 | 0         | 3,18   |

| Пол    | Укупно | Неожењен/Неудата | Ожењен/Удата | Удовац/Удовица | Разведен/Разведена | Непознато |
| ------ | ------ | ---------------- | ------------ | -------------- | ------------------ | --------- |
| Мушки  | 778    | 160              | 546          | 56             | 15                 | 1         |
| Женски | 768    | 96               | 548          | 115            | 9                  | 0         |
| УКУПНО | 1.546  | 256              | 1.094        | 171            | 24                 | 1         |

| Пол    | Укупно                    | Пољопривреда, лов и шумарство | Рибарство                            | Вађење руде и камена | Прерађивачка индустрија       |
| ------ | ------------------------- | ----------------------------- | ------------------------------------ | -------------------- | ----------------------------- |
| Мушки  | 403                       | 94                            | 0                                    | 0                    | 128                           |
| Женски | 152                       | 66                            | 0                                    | 0                    | 33                            |
| УКУПНО | 555                       | 160                           | 0                                    | 0                    | 161                           |
| Пол    | Производња и снабдевање   | Грађевинарство                | Трговина                             | Хотели и ресторани   | Саобраћај, складиштење и везе |
| Мушки  | 2                         | 29                            | 39                                   | 1                    | 25                            |
| Женски | 0                         | 0                             | 20                                   | 4                    | 3                             |
| УКУПНО | 2                         | 29                            | 59                                   | 5                    | 28                            |
| Пол    | Финансијско посредовање   | Некретнине                    | Државна управа и одбрана             | Образовање           | Здравствени и социјални рад   |
| Мушки  | 0                         | 2                             | 17                                   | 4                    | 8                             |
| Женски | 0                         | 4                             | 1                                    | 5                    | 7                             |
| УКУПНО | 0                         | 6                             | 18                                   | 9                    | 15                            |
| Пол    | Остале услужне активности | Приватна домаћинства          | Екстериторијалне организације и тела | Непознато            | Непознато                     |
| Мушки  | 4                         | 0                             | 0                                    | 50                   | 50                            |
| Женски | 1                         | 0                             | 0                                    | 8                    | 8                             |
| УКУПНО | 5                         | 0                             | 0                                    | 58                   | 58                            |